# گیماراس
گیماراس یا گویماراس (Guimaras) یکی از استان‌های کشور فیلیپین است. این استان بخشی از جزیرهٔ ویسایا به شمار می‌رود.
مرکز این استان شهر جُردن است. جمعیت آن بیش از یکصد و چهل و یک هزار نفر است. مساحت این استان ششصد و چهار کیلومتر مربع است .